# Sutton (Massachusetts)
Sutton ist eine Kleinstadt (Town) im Worcester County im US-Bundesstaat Massachusetts.
Das U.S. Census Bureau hat bei der Volkszählung 2020 eine Einwohnerzahl von 9357 ermittelt.
Der Ort etwa zehn Kilometer südlich von Worcester wurde 1704 auf dem Gelände der zu den Nipmuck zählenden Manchaug nordöstlich des Lake Chaubunagungamaug besiedelt.
Zwischen 1967 und 1974 wurde hier siebenmal das LPGA-Championship-Finale der Profi-Golferinnen ausgetragen.

## Persönlichkeiten
- Cornelius Holland (1783–1870), Politiker
- John D. McCrate (1802–1879), Politiker
- Jonas Sibley (1762–1834), Politiker
- Solomon Sibley (1769–1846), Politiker